# Stationäre Wirtschaft

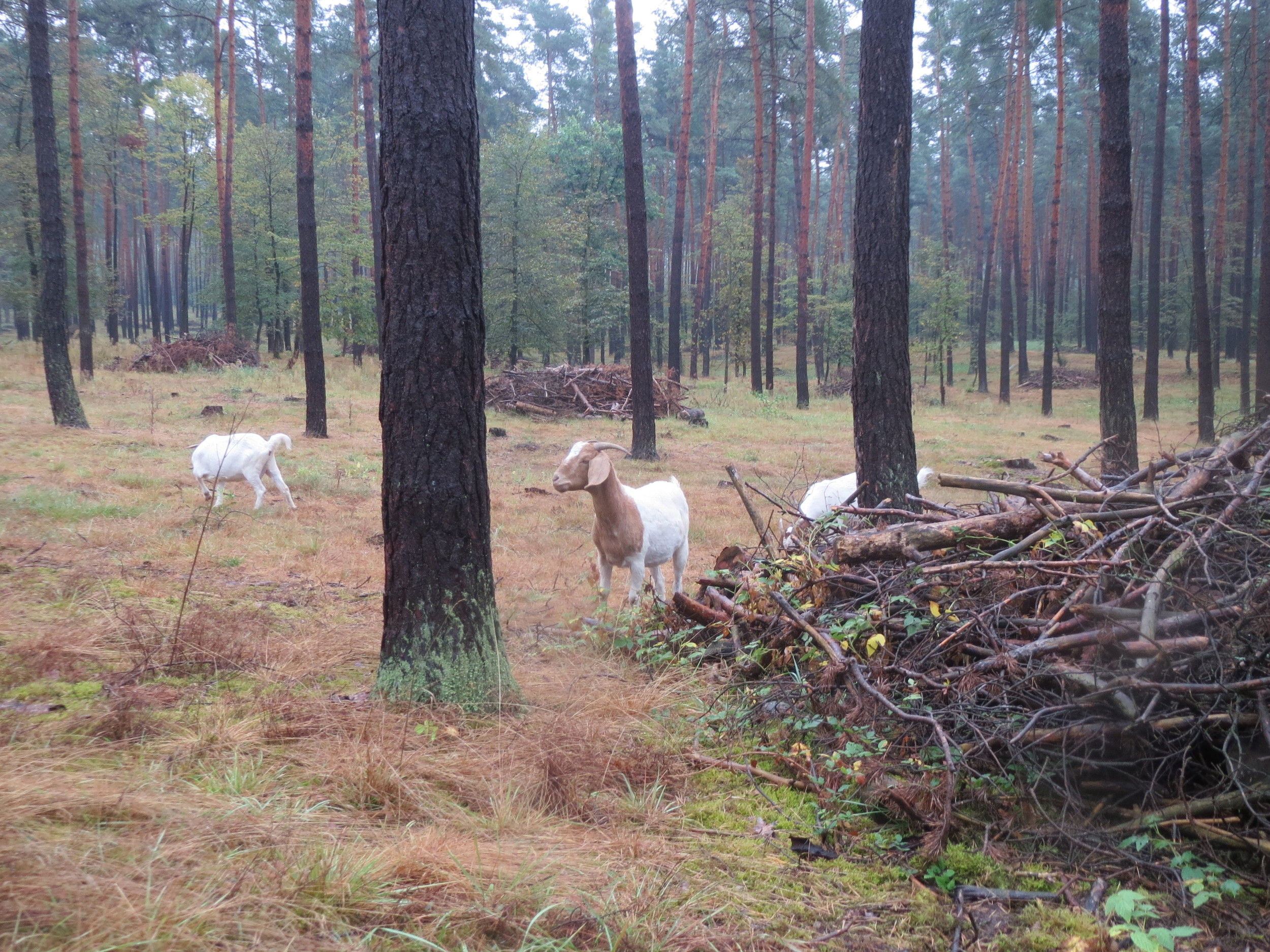
Die Waldweide ist ein ideales Beispiel für eine theoretisch mögliche, stationäre Wirtschaft – aber auch dabei wurde eine autarke Nachhaltigkeit bisher nicht erreicht.

In der Wirtschafts- und Sozialgeschichte wird von statischer Wirtschaft oder stationärer Wirtschaft gesprochen, wenn über längere Zeiträume kein (quantitatives) Wirtschaftswachstum eingeplant wurde oder nicht zu spüren war. Während für die meisten Volkswirte eine stationäre Wirtschaft als unerwünschte Stagnation wahrgenommen wird und die ökologischen Probleme mit grünem Wachstum gelöst werden sollen, wird sie von Vertretern der Wachstumskritik und der wachstumskritischen Bewegung eingefordert. Im deutschsprachigen Raum werden die Begriffe Postwachstumsökonomie (ab 2006 von Niko Paech etabliert), Postwachstumsgesellschaft (seit 2009) oder kurz Postwachstum verwendet.
Das theoretische Konzept einer stationären Wirtschaft dient in den Wirtschaftswissenschaften als Modell, bei dem alle gesamtwirtschaftlichen Faktoren in einem langfristigen Gleichgewicht sind und sich nur noch selbst reproduzieren, also weder Bevölkerungswachstum, Kapitalakkumulation noch technischer Fortschritt vorliegt. In Modellen der Wachstumstheorie lassen sich die Bedingungen untersuchen, welche Veränderungen dieser Faktoren zusammen genommen wieder zu Nullwachstum führen.

## Geschichte

### Langzeitperspektive der klassischen Ökonomen
Der Begriff des stationary state wurde zuerst von Adam Smith genannt. Er und andere Vertreter der Klassischen Nationalökonomie fürchteten die Stationarität als unausweichlicher Endpunkt von Wirtschaftswachstum und Entwicklung, ausgelöst von Bevölkerungswachstum und abnehmenden Erträgen. Thomas Robert Malthus beschrieb die Bevölkerungsfalle als unvermeidbare Dystopie einer Gesellschaft, in der wegen stark steigender Population die Kapitalakkumulation beendet war, aber die Bevölkerung arm sei und Schwierigkeiten hätte, die eigene Versorgung sicherzustellen. Er begründete dies mit dem exponentiellen Wachstum der Bevölkerung bei linear wachsender Lebensmittelversorgung, so dass die ökologische Tragfähigkeit des Lebensraums überschritten würde. David Ricardo hingegen problematisierte das mit dem Ende des Wirtschaftswachstums verbundene Ende der Steigerung von Wohlstand und Ressourcen einer Gemeinschaft, das er allerdings als „weit entfernt“ charakterisierte. Sowohl Ricardo als auch Adam Smith empfahlen den Handel als Ausweg aus dem Dilemma. John Stuart Mill hingegen sah im stationären Zustand einen wünschenswerten Endzustand: Er ging davon aus, dass die Menschen „im stationären Zustand zufrieden wären, lange bevor die Notwendigkeit sie dazu zwingen würde“.

### Nullwachstum als vermeidbares Problem
Der technische Fortschritt der Industrialisierung und die Nutzung von fossiler Energie zur Steigerung der Arbeitsproduktivität veränderte die Wahrnehmung des stationären Zustands der Ökonomen. Die Sorgen wegen sinkender landwirtschaftlicher Erträge und der Erschöpfung nicht-erneuerbarer Ressourcen wurden beiseite gewischt, wirtschaftliches Wachstum erschien unbegrenzt. Die Versorgung mit Nahrungsmitteln wurde insbesondere ermöglicht durch die Nutzung von Mineraldünger und Treibstoffen. Diese wirtschaftliche Entwicklung wurde begleitet durch Theorien der Philosophen der Aufklärung, die Entgrenzung und Überwindung natürlicher Grenzen zu einem Wachstums- und Fortschrittsdenken verbanden. Für Ökonomen ergab sich die Stagnation als unerwünscht und vermeidbar und nur noch als analytischer Spezialfall relevant.

### Keynes und Schumpeter
Für John Maynard Keynes und Joseph Schumpeter war der stationäre Zustand jedoch weiterhin eine wichtige Langfristperspektive. Keynes sagte um 1930 voraus, dass seine Enkelkinder innerhalb der nächsten 100 Jahre das ökonomische Problem der Knappheit lösen könnten, wodurch ein „goldenes Zeitalter“ einer dauerhaften Wachstumsabschwächung eintreten würde. Für diesen Fall empfiehlt Keynes folgende wirtschaftspolitische Maßnahmen:
- Gleiche Kaufkraftverteilung zwischen den Menschen. Ein gleiches Einkommen führt zu einer Anhebung des Massenkonsums.
- Verkürzung der Arbeitszeiten zu 15 Stunden pro Woche
- Eine höhere Steuerquote um die Infrastruktur und die öffentliche Leistungen zu unterstützen.

Schumpeter ging in seinem 1942 veröffentlichten Buch Kapitalismus, Sozialismus und Demokratie davon aus, dass bei ausbleibendem Wirtschaftswachstum der Kapitalismus durch eine sozialistische Wirtschaftsordnung abgelöst wird.

### Wachstumskritik und Steady-State Economy

Hochwertige, natürliche Ressourcen werden bei der Befriedigung der menschlichen Bedürfnisse zu niederenergetischen und oft schädlichen Substanzen umgewandelt

Mit dem Aufkommen der Wachstumskritik und der Veröffentlichung der „Grenzen des Wachstums“ wurde das Konzept einer stationären Ökonomie wieder verstärkt diskutiert. Die bisherige Wachstumstheorie wurde kontrastiert mit Argumenten aus der Thermodynamik wie durch Nicholas Georgescu-Roegen, der beliebiges Wachstum und dessen Entkopplung vom Ressourcenverbrauch als unmöglich erachtete. Dies wird von Ökonomen kritisiert, die eine Entkopplung von Ressourcenverbrauch und Wirtschaftswachstum für möglich halten. Herman Daly entwickelte aus den Ideen seines Mentors Georgescu-Roegen das Konzept der steady-state economy, das eine konstante Bevölkerung und einen nicht mehr wachsenden Bestand an Gegenständen vorsieht, die vom geringstmöglichen Durchsatz an Materie und Energie aufrechterhalten werden. Wie Mill sieht er einen großen Nutzen darin, würde die Gesellschaft das Konzept umsetzen, bevor es unausweichlich würde.
Auch der DDR-Intellektuelle und spätere -Oppositionelle Wolfgang Harich kam 1975 zu dem Schluss, dass es ein Nullwachstum benötige, um Ressourcenübernutzung zu verhindern. Ein globaler Überwachungsstaat und geburtenpolitische Maßnahmen müssten dies verhindern.

### Postwachstumsökonomie und -gesellschaft
Ab 2006 entwickelte Niko Paech in Deutschland unter dem Begriff der Postwachstumsökonomie ein Konzept einer nicht-wachsenden Wirtschaft.
Paech analysiert, dass Wirtschaftswachstum immer mit dem Verbrauch endlicher Ressourcen einher geht. Beispielsweise Erdöl, sauberes Wasser, Boden, oder Luft, also stabiler Atmosphäre. Die Erhöhung des Athmospärischen CO2-Gehalts und dessen Effekte auf das Wetter im Rahmen des Klimawandels werden als Beweis für seine These interpretiert. Des Weiteren sieht Paech im Wachstumszwang des bestehenden Wirtschaftssystems eine permanente Verschärfung bestehender Probleme, denn selbst die Erzeugung „grüner“ Technologie wie Elektrofahrzeuge und Windräder verbrauche vielfältige Ressourcen, welche der Natur entrissen und über Langzeitschäden an Ökosystemen und Atmosphäre langfristig die Lebensqualität der Menschen senke.
Zu gleich zitiert er die These von Glücksforschenden, dass weitere Erhöhung des materiellen Wohlstandes über ein bestimmtes Niveau nicht menschliches Glück erhöhe. Zeitgleich fehle den Menschen durch Maximierung der Lohnarbeit Zeit für glücksteigernde Tätigkeiten wie Kindererziehung, Haushalt und Garten. Der Erwerb von Luxusgütern erzeuge dagegen vielfältige psychische Probleme. Außerdem sieht er in zunehmender Spezialisierung und Arbeitsteilung in der Erwerbsgesellschaft einen Verlust „substantieller Fähigkeiten“ der Individuen, welche diese materiell Abhängig von Industrie und deren Erzeugnissen, sowie geistig von den Entscheidungen der Facheliten mache.
Komplexe und stark segmentierte Produktionsketten hoch entwickelter Güter wie Automobile oder Computer in Verbindung mit extrem geringen Transportkosten entkoppeln deren Produktionsschritte von einzelnen und festen Standorten unter bestmöglicher Nutzung komparativer Standortfaktoren. Aus Zeit- und Kostenaufwand einzelner Produktionsschritte und deren Vorfinanzierung folgert Paech monetären Profitzwang zur Refinanzierung des getätigten Aufwands. Intensiviert wird dieses Problem durch die Geldschöpfung der Kreditinstitute, welche die Geldmenge zur Finanzierung weiterer Güter, gegen Schulden, permanent erhöhen. Innovationen sind Problematisch denn das erreichte Beschäftigungsniveau lässt sich schwerlich halten wenn menschliche Arbeit durch Maschinen ersetzt wird.
Der Kerngedanke seines Vorschlags besteht in der Aufhebung struktureller sowie kultureller Wachstumstreiber und Wachstumszwänge mittels fünf Prinzipien: institutionelle Innovationen, stoffliche Nullsummenspiele, Regionalökonomie, Subsistenz und Suffizienz.
Ab 2009 haben Barbara Muraca, Irmi Seidl und Angelika Zahrnt den Begriff der Postwachstumsgesellschaft genutzt; auch die Kurzform Postwachstum ist gebräuchlich, um die Auswirkungen von Nullwachstum zu diskutieren. Eine nicht-wachsende Ökonomie wurde auch von Wissenschaftlern wie Tim Jackson in seinem Buch Wohlstand ohne Wachstum oder Peter Victor vorgeschlagen.
Neben der Notwendigkeit, die politische Zielvorstellung von Wirtschaftswachstum zu überwinden, wird untersucht, inwieweit eine stationäre Wirtschaft mit den heutigen Institutionen kompatibel ist. Unter dem Begriff des Wachstumszwangs wird diskutiert, inwieweit die Geldwirtschaft die Sozialsysteme, die Börse, die Profitorientierung der Unternehmen oder die durch technischen Fortschritt am Arbeitsmarkt drohende Arbeitslosigkeit eine Abhängigkeit von Wachstum begründen, wenn die ökonomische oder soziale Stabilität nicht gefährdet werden soll. Es ist eine zentrale, umstrittene Frage der wachstumskritischen Bewegung, wie diese Wachstumszwänge überwunden werden können.

## Der stationäre Zustand in volkswirtschaftlichen Modellen
Paul A. Samuelson unterscheidet für Modelle die Begriffe stationär als Term, der die Konstanz einer ökonomischen Variable über die Zeit beschreibt, und statisch zur Klassifizierung der Gesetze, die das Systemverhalten zeitlos beschreiben im Gegensatz zu dynamisch. Bei komparativ-statischen Modellen wie den meisten CGE-Modellen wird angenommen, dass sich die Wirtschaft für einen kurzen Moment in einem stationären Zustand befindet, insbesondere keine technologischen Veränderungen und keine Investitionen stattfinden. Dann können für die Preisbildung, die Allokation und Verteilung im Marktgleichgewicht die bekannten statischen Gleichgewichtsmodelle angewendet werden. Um Wachstums- oder Veränderungsprozesse zu beschreiben, werden dann mehrere aufeinanderfolgende Gleichgewichtszustände betrachtet und auf diese Weise das Grundmodell auch zur Beschreibung der realen, sich verändernden Wirtschaft genutzt. Ein stationärer Zustand eines dynamischen Modells ist erreicht, wenn alle gesamtwirtschaftlichen Faktoren in einem langfristigen Gleichgewicht sind und sich nur noch selbst reproduzieren, also beispielsweise die Investitionen die Abschreibungen kompensieren.
Nullwachstum kann in einem Modell aber auch dadurch erreicht werden, dass zwar Innovationen oder sektoraler Wandel stattfinden, die aber zusammengenommen mit anderen Veränderungen nicht zu Wachstum führen (vergleiche Qualitatives Wachstum). Für die verschiedenen Wachstumstheorien der ökonomischen Theoriengeschichte lassen sich dafür die Bedingungen angeben.

### Nullwachstum in neoklassischen Modellen

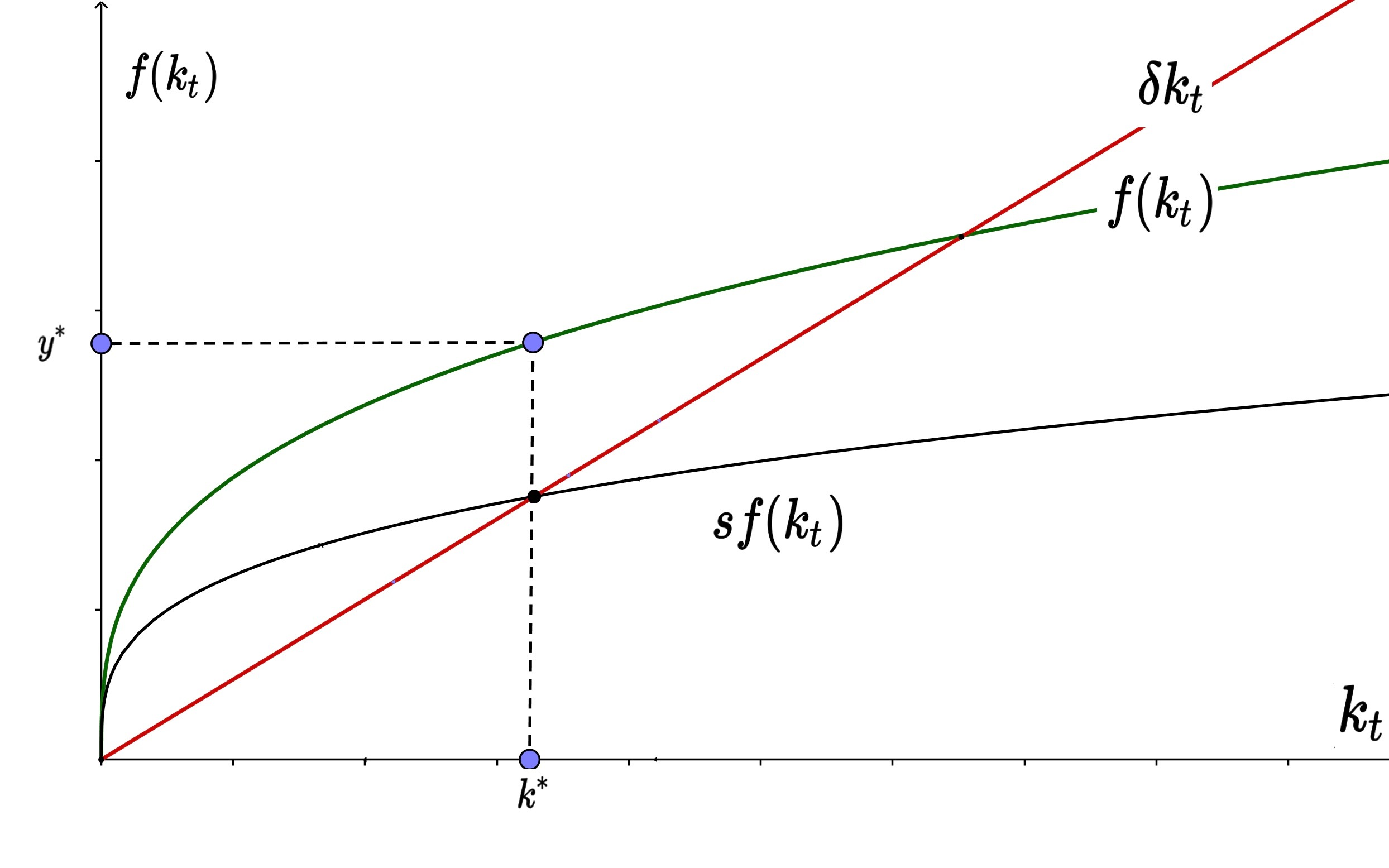
Im Solow-Modell ohne Bevölkerungswachstum und technischen Fortschritt konvergiert der Kapitalstock nach und das Pro-Kopf-Einkommen nach zu einem stationären Zustand.

In der neoklassischen Theorie hängt das Wirtschaftswachstum vom Einsatz verschiedener Produktionsfaktoren ab, aus denen sich mit einer substitutionalen Produktionsfunktion die Wirtschaftsleistung bestimmen lässt. Da stets Markträumung vorausgesetzt wird, kann Nullwachstum hier nicht für eine Wirtschaftskrise mit Unterbeschäftigung oder ähnliche Instabilitäten sorgen.
Im Solow-Modell mit einer Cobb-Douglas-Produktionsfunktion wird Nullwachstum ohne technischen Fortschritt und Bevölkerungswachstum dann erreicht, wenn die über eine feste Sparquote berechneten Bruttoinvestitionen gerade den Abschreibungen entsprechen. Sobald positiver technischer Fortschritt vorliegt, kann Nullwachstum entweder über eine negative Sparquote oder ein sinkendes Arbeitsangebot erreicht werden. Im Ramsey–Cass–Koopmans Modell ergibt sich ohne technischen Fortschritt ein stationärer Kapitalstock, wenn der Realzinssatz gerade der Abschreibungsrate plus der Zeitpräferenzrate entspricht. Wiederum kann positiver technischer Fortschritt durch eine Reduktion des Arbeitsangebots kompensiert werden. Da im AK-Modell der Produktionsfaktor Arbeit nicht modelliert wird, muss hier positiver technischer Fortschritt durch eine Reduktion des Kapitalstocks kompensiert werden, um Nullwachstum zu erreichen.
In umweltökonomischen Modellen wie dem Green Solow Model oder dem Dasgupta‐Heal‐Solow‐Stiglitz-Modell wird der Verbrauch eines nichterneuerbaren Rohstoffs mit modelliert. Bei Nutzung einer CES-Produktionsfunktion ist stabiles Nullwachstum nur möglich, wenn die Substitutionselastizität des Rohstoffs ausreichend groß ist, so dass er durch Kapitalakkumulation und Technologie ersetzt werden kann.

### Nullwachstum in keynesianischen Modellen

Konvergenz zu einem stationären Zustand in einem dynamischen makroökonomischen Stock-Flow Consistent Model mit postkeynesianischen Verhaltensannahmen.

Ähnlich wie in den neoklassischen Theorien ist auch im Keynesianismus technischer Fortschritt ein entscheidender Treiber des Wachstums. Da es in keynesianischen Theorien zu einem Gleichgewicht bei Unterbeschäftigung kommen kann, ist bei Nullwachstum eine Reduktion der durchschnittlichen Arbeitszeit bei vollem Lohnausgleich nötig, um Arbeitslosigkeit und das Absinken der Lohnquote zu verhindern. Zugleich muss die Bruttoinvestition den Abschreibungen entsprechen. In keynesianischen Modellen wie dem Harrod-Domar-Modell kann es dabei aber zu Instabilitäten kommen, weil kein Marktmechanismus angenommen wird, der Angebot und Nachfrage immer ins Marktgleichgewicht bringt (Wachstum auf des Messers Schneide).
Die Frage, ob Nullwachstum stabil ist, oder ein Wachstumszwang vorliegt, wurde auch in verschiedenen postkeynesianischen Stock-Flow Consistent Models untersucht. Als Bedingung für einen stationären Zustand in diesen komplexen dynamischen Modellen ergibt sich, dass die Bestandsgrößen konstant sind und die verschiedenen Flussgrößen (Arbeitseinkommen, Zinserträge, Konsum …) gerade ausgleichen. Die These, dass Nullwachstum aus systemimmanenten Gründen unabhängig vom Verhalten der Akteure nicht möglich sei, wie sie beispielsweise Hans Christoph Binswanger oder Mathias Binswanger geäußert hatten, wurde zurückgewiesen. Allerdings ließen sich Bedingungen für Verhaltensgleichungen wie der Konsumfunktion ableiten, die eine notwendige Bedingung für Nullwachstum sind. Insbesondere muss der Konsum aus dem Vermögen größer sein als der nicht direkt wieder konsumierte Anteil der Zinserträge, damit keine Akkumulation stattfindet.

### Nullwachstum in der Marxistischen Theorie
Nach der marxistischen Theorie ist Nullwachstum nicht mit Kapitalismus kompatibel, da der Wettbewerb die Akkumulation erzwinge. Dadurch komme es immer wieder zu Unterkonsumption und Überproduktionskrisen, aber nicht zu einem stabilen stationären Zustand. Einen Ausweg biete die Kollektivierung von Unternehmen, die explizite Begrenzung des Rohstoffverbrauchs und die Verkürzung der Arbeitszeit, um Arbeitslosigkeit zu verhindern.